# Гамбург (Міннесота)
Гамбург (англ. Hamburg) — місто (англ. city) в США, в окрузі Карвер штату Міннесота. Населення — 566 осіб (2020).

## Географія
Гамбург розташований за координатами 44°43′57″ пн. ш. 93°57′47″ зх. д. / 44.73250° пн. ш. 93.96306° зх. д. (44.732491, -93.963054).  За даними Бюро перепису населення США в 2010 році місто мало площу 0,59 км², з яких 0,59 км² — суходіл та 0,00 км² — водойми. В 2017 році площа становила 0,55 км², з яких 0,54 км² — суходіл та 0,00 км² — водойми.

## Демографія
Згідно з переписом 2010 року, у місті мешкало 513 осіб у 201 домогосподарстві у складі 134 родин. Густота населення становила 871 особа/км².  Було 222 помешкання (377/км²).
Расовий склад населення:
| - 94,9 % — білих - 0,2 % — вихідців з тихоокеанських островів - 0,2 % — корінних американців - 0,2 % — азіатів - 4,5 % — осіб інших рас |

До двох чи більше рас належало 0,0 %. Частка іспаномовних становила 7,0 % від усіх жителів.
За віковим діапазоном населення розподілялося таким чином: 24,0 % — особи молодші 18 років, 62,5 % — особи у віці 18—64 років, 13,5 % — особи у віці 65 років та старші. Медіана віку мешканця становила 38,3 року. На 100 осіб жіночої статі у місті припадало 109,4 чоловіків;  на 100 жінок у віці від 18 років та старших — 114,3 чоловіків також старших 18 років.
Середній дохід на одне домашнє господарство  становив 72 355 доларів США (медіана — 53 750), а середній дохід на одну сім'ю — 91 936 доларів (медіана — 74 167). Медіана доходів становила 45 625 доларів для чоловіків та 41 154 долари для жінок. За межею бідності перебувало 5,9 % осіб, у тому числі 8,9 % дітей у віці до 18 років та 15,2 % осіб у віці 65 років та старших.
Цивільне працевлаштоване населення становило 302 особи. Основні галузі зайнятості: освіта, охорона здоров'я та соціальна допомога — 26,2 %, виробництво — 19,2 %, будівництво — 12,9 %, науковці, спеціалісти, менеджери — 8,3 %.